# Tectaria phanomensis
Tectaria phanomensis är en ormbunkeart som beskrevs av S.Linds. Tectaria phanomensis ingår i släktet Tectaria och familjen Tectariaceae. Inga underarter finns listade.